# Sainte-Marie-du-Bois (Mancha)
Sainte-Marie-du-Bois es una localidad de Francia situada en el departamento de la Mancha, en la región de Normandía. Tiene una población estimada, a inicios de 2020, de 63 habitantes.
Fue una comuna independiente hasta el 1 de enero de 2016, en que pasó a ser una comuna delegada de la comuna nueva de Le Teilleul al fusionarse con las comunas de Ferrières, Heussé, Husson y Le Teilleul.

## Demografía
| Gráfica de evolución demográfica de Sainte-Marie-du-Bois entre 1800 y 2020 |
|                                                                            |

Los datos demográficos contemplados en este gráfico de la comuna de Sainte-Marie-du-Bois se han cogido de 1800 a 1999 de la página francesa EHESS/Cassini, y los demás datos de la página del INSEE.